# Uncle Meat
Uncle Meat — шостий музичний альбом гурту The Mothers of Invention та сьомий Френка Заппи. Подвійний альбом, що був виданий 21 квітня 1969 року лейблами Bizarre Records, Reprise та Records Rykodisc. Загальна тривалість композицій становить 120:44. Альбом відносять до напрямків джаз-ф'южн та експериментальний рок.
Uncle Meat спочатку був розроблений як частина проекту No Commercial Potential, який породив три інші альбоми, що мають спільну концепцію: We're Only in It for the Money, Lumpy Gravy та Cruising with Ruben & the Jets.
Альбом також слугував саундтреком до майбутнього науково-фантастичного фільму, який так і не був завершений, хоча Заппа випустив direct-to-video кадри фільму в 1987 році. Музика альбому різноманітна за стилем, в ній поєднуються оркестрова, джазова, блюзова та рок-музика. «Uncle Meat» мав комерційний успіх одразу після релізу і був високо оцінений за інноваційні методи запису та монтажу, включаючи експерименти зі швидкістю запису та овердаббінгом, а також за різноманітне звучання.

## Список пісень

### Платівка винилова

#### Сторона Перша
1. «Uncle Meat: Main Title Theme» — 1:56
2. «The Voice of Cheese» — 0:26
3. «Nine Types of Industrial Pollution» — 6:00
4. «Zolar Czakl» — 0:54
5. «Dog Breath, in the Year of the Plague» — 3:59
6. «The Legend of the Golden Arches» — 3:28
7. «Louie Louie (At the Royal Albert Hall in London)» (Richard Berry) — 2:19
8. «The Dog Breath Variations» — 1:48

#### Сторона друга
1. «Sleeping in a Jar» — 0:50
2. «Our Bizarre Relationship» — 1:05
3. «The Uncle Meat Variations» — 4:46
4. «Electric Aunt Jemima» — 1:46
5. «Prelude to King Kong» — 3:38
6. «God Bless America» (Ірвінг Берлін) — 1:10
7. «A Pound for a Brown on the Bus» — 1:29
8. «Ian Underwood Whips It Out» — 5:05

#### Сторона третя
1. «Mr. Green Genes» — 3:14
2. «We Can Shoot You» — 2:03
3. «If We'd All Been Living in California…» — 1:14
4. «The Air» — 2:57
5. «Project X» — 4:48
6. «Cruisin' for Burgers» — 2:18

#### Сторона четверта
1. «King Kong Itself (as played by the Mothers in a studio)» — 0:49
2. «King Kong II (its magnificence as interpreted by Dom DeWild)» — 1:21
3. «King Kong III (as Motorhead explains it)» — 1:44
4. «King Kong IV (the Gardner Varieties)» — 6:17
5. «King Kong V (as played by 3 deranged Good Humor Trucks)» — 0:34
6. «King Kong VI (live on a flat bed diesel in the middle of a race track at a Miami Pop Festival… the Underwood ramifications)» — 7:24

### Випуск CD

#### Диск перший
1. «Uncle Meat: Main Title Theme» — 1:56
2. «The Voice of Cheese» — 0:26
3. «Nine Types of Industrial Pollution» — 6:00
4. «Zolar Czakl» — 0:54
5. «Dog Breath, in the Year of the Plague» — 3:59
6. «The Legend of the Golden Arches» — 3:28
7. «Louie Louie (At the Royal Albert Hall in London)» (Річард Беррі) — 2:19
8. «The Dog Breath Variations» — 1:48
9. «Sleeping in a Jar» — 0:50
10. «Our Bizarre Relationship» — 1:05
11. «The Uncle Meat Variations» — 4:46
12. «Electric Aunt Jemima» — 1:46
13. «Prelude to King Kong» — 3:38
14. «God Bless America» (Ірвінг Берлін) — 1:10
15. «A Pound for a Brown on the Bus» — 1:29
16. «Ian Underwood Whips It Out» — 5:05
17. «Mr. Green Genes» — 3:14
18. «We Can Shoot You» — 2:03
19. «If We'd All Been Living in California…» — 1:14
20. «The Air» — 2:57
21. «Project X» — 4:48
22. «Cruisin' for Burgers» — 2:18

#### Диск другий
1. «Uncle Meat Film Excerpt, Pt. 1» — 37:34
2. «Tengo Na Minchia Tanta» — 3:46
3. «Uncle Meat Film Excerpt, Pt. 2» — 3:50
4. «King Kong Itself (as played by the Mothers in a studio)» — 0:49
5. «King Kong II (its magnificence as interpreted by Dom DeWild)» — 1:21
6. «King Kong III (as Motorhead explains it)» — 1:44
7. «King Kong IV (the Gardner Varieties)» — 6:17
8. «King Kong V (as played by 3 deranged Good Humor Trucks)» — 0:34
9. «King Kong VI (live on a flat bed diesel in the middle of a race track at a Miami Pop Festival… the Underwood ramifications)» — 7:24

## Хіт-паради
Album — Billboard (North America)
| Рік  | Хіт-парад  | Позиція |
| ---- | ---------- | ------- |
| 1969 | Pop Albums | 43      |